# مستحرة مكورة زيليغية
مستحرة مكورة زيليغية (الاسم العلمي:Thermococcus zilligii) هي نوع من العتائق تتبع جنس المستحرة المكورة من فصيلة المستحرات المكورة.